# Mihirakula
Mihirakula – władca Heftalitów w latach 515 (510)-542, syn Toramany.
Po ojcu odziedziczył rozległe imperium, którego stolicą uczynił Sijalkot w północnym Pendżabie. W latach 528-530 pokonany przez indyjskich władców, Narasimaguptę i Jasiodharmana, w rezultacie z indyjskich zdobyczy Toramany zachował praktycznie tylko Kaszmir. Zasłynął (zgodnie z przekazem Kalhany) jako okrutny prześladowca buddyzmu, jest także negatywnym bohaterem indyjskich legend.